# Erdődy-várkastély (Jasztrebarszka)
Az Erdődy-várkastély egy 15. századi főúri kastélyépület Horvátországban, Jasztrebarszka városában. 

## Fekvése
A város központjában álló Szent Miklós templomtól nyugatra, a Reka-patak hídján átkelve egy nagy park közepén található.

## Története
Az Erdődy várkastély a város legrégibb műemléke. Elődjét, Jasztrebarszka várát a török ellen 1483 és 1489 között építtette Geréb Mátyás horvát bán. 1519 és 1922 között az Erdődy család tulajdona volt. Hosszú története során többször is átépítették és bővítették. A legjelentősebb átépítés 1592-ben történt, Erdődy Tamás horvát bán nevéhez fűződik. Ekkor alakult ki a mai négyszögletes várkastély két zömök kerek saroktornyával.

## Mai állapota
A várkastély a Reka-patak mellett, egy kisebb kiemelkedésen fekszik. Az északi oldal sarkain egy-egy nagyméretű saroktorony található. A bejárata keleten van, a kapu fölött az Erdődyek címerével. A kapu tükrében máig fennmaradtak az egykori felvonóhíd láncát tartó csigák nyílásai. A kapun belépve, egy mély kapuudvarba juthatunk, melynek két oldaláról egy-egy lépcsősor vezet fel az emeleten körbefutó, árkádsoros, boltozott galériára, ahonnan az egykori lakóhelyiségek nyíltak. Az egyébként növényzettel dúsan benőtt udvar közepén, egy szépen faragott kávájú kút található. A kastély épületének helyiségei meglehetősen romos állapotban vannak, helyenként beszakadt síkfödémekkel. A földszinti és a torony helyiségei boltozottak.
A várkastély belső udvarát különleges akusztikájú, barokk oszlopokkal tagolt árkádos csarnok határolja. Az építtető Erdődy Tamást megörökítő emléktábla a bejárattól balra látható. Néhány, a kastélyból származó tárgy és bútor a városi múzeumban van kiállítva. A várkastélyt tíz hektáros szép angolpark övezi, mely a helyiek kedvelt sétálóhelye.